# Laureano Olivares
Laureano Alberto Olivares Pompa (Caracas, 16 de septiembre de 1978) es un actor venezolano.

## Carrera
Olivares comienza su carrera artística a la edad de 14 años, de la mano de su maestra, la reconocida directora Elia Schneider, protagonizando junto a Gledys Ibarra la película Sicario, con el cual tuvo la oportunidad de viajar a varios festivales internacionales de cine. Así da inicio a una larga trayectoria en pantalla grande, convirtiéndose en uno de los principales actores de dicha industria en Venezuela.
Su experiencia teatral incluye obras como Diversos perversos, Los ángeles terribles, Hombres de azul, Sueño de una noche de verano y El padre.
Tiene una gran cantidad de películas, cortometrajes y telenovelas que han sabido marcar su trayectoria, ya que algunas de estas, han sido de buena recepción.

## Filmografía

### Telenovelas
| Año       | Título                | Rol                                                               |
| --------- | --------------------- | ----------------------------------------------------------------- |
| 2002      | Mi gorda bella        | Antonio Martínez "Caregato" y Eduardo Martínez Heredia"Careperro" |
| 2006-2007 | Ciudad Bendita        | Julio Augusto "Cachete" Sánchez                                   |
| 2007-2008 | Arroz con leche       | Octavio Herrera                                                   |
| 2008-2009 | ¿Vieja yo?            | Alberto "El Topo" Sánchez                                         |
| 2009-2010 | Tomasa Tequiero       | Ramón Tequiero Jaramillo Montiel                                  |
| 2010      | La mujer perfecta     | Yerson Pájaro                                                     |
| 2013      | Las Bandidas          | Remigio                                                           |
| 2014      | La virgen de la calle | Camacho                                                           |
| 2016      | Piel salvaje          | Roberto                                                           |
| 2017      | Para verte mejor      | Rafael Tadeo                                                      |

### Películas
| Año  | Título                     | Rol                 |
| ---- | -------------------------- | ------------------- |
| 1994 | Sicario                    | Jairo Mejías        |
| 1997 | La vida del otro           | Mariano "Marianito" |
| 1999 | Huelepega: Ley de la calle | "El Pelao"          |
| 2000 | Oro Diablo                 | Cae                 |
| 2002 | El Don                     | Antonio Caicedo     |
| 2004 | Punto y raya               | Carrasco            |
| 2005 | El Caracazo                | Juan Herrera        |
| 2007 | Postales de Leningrado     | Teo                 |
| 2010 | La hora cero               | "El Buitre"         |
| 2011 | El rumor de las piedras    | "El Fauna"          |
| 2007 | La clase                   | Yuri                |
| 2013 | Esclavo de Dios            | Tarik               |
| 2013 | El regreso                 | Juan                |
| 2014 | Solo                       | Tomás               |
| 2014 | Las caras del Diablo 2     | Crisóstomo          |
| 2016 | Tamara                     | Oficial TSJ         |
| 2015 | Muerte Suspendida          | Jairo               |
| 2016 | Girasol                    | Victor adulto       |
| 2016 | El Show de Willi           | Jack Yepez          |
| 2017 | Los 86                     | Terminator Escalona |
| 2017 | La planta Insolente        | Romero Garcia       |
| 2018 | Muerte en Berruecos        | Apolinar Morillo    |

- Datos: Q6499686